# Pachycarpus reflectens
Pachycarpus reflectens är en oleanderväxtart som beskrevs av Ernst Meyer. Pachycarpus reflectens ingår i släktet Pachycarpus och familjen oleanderväxter. Inga underarter finns listade i Catalogue of Life.